# Ivan Vasilyonok
Ivan Vasilyonok (tiếng Belarus: Іван Васілёнак, tiếng Nga: Иван Василёнок; sinh 17 tháng 5 năm 1989) là một cầu thủ bóng đá Belarus. Tính đến năm 2016, anh thi đấu cho Smolevichi-STI.